# Owen, Baden-Württemberg
Owen är en stad i Landkreis Esslingen i regionen Stuttgart i Regierungsbezirk Stuttgart i förbundslandet Baden-Württemberg i Tyskland.
Staden ingår i kommunalförbundet Lenningen tillsammans med kommunerna Erkenbrechtsweiler och Lenningen.